# Rue de l'Ecorcherie (Tournai)
La rue de l'Ecorcherie ou rue du Curé de la Madeleine est une rue de la commune de Tournai.

## Histoire
La rue doit son nom à la présence d'ateliers d'équarrissage, au XVIIIe siècle, elle était également appelée rue du Curé de la Madeleine du fait de la présence du presbytère de l'église Sainte-Marie-Madeleine.

La rue sur le Plan-relief de Tournai avec sur la droite l'église du Grand béguinage.

Jusqu'à la destruction de l'église du Grand béguinage en 1799, la rue se termine devant la façade sud du transept de l'église.